# Саблонсо
Саблонсо́ (фр. Sablonceaux) — коммуна во Франции, находится в регионе Пуату — Шаранта. Департамент коммуны — Шаранта Приморская. Входит в состав кантона Сожон. Округ коммуны — Сент.
Код INSEE коммуны — 17307.

## Население
Население коммуны на 2010 год составляло 1251 человек.
| 1962 | 1968 | 1975 | 1982 | 1990 | 1999 | 2010 |
| ---- | ---- | ---- | ---- | ---- | ---- | ---- |
| 745  | 750  | 735  | 858  | 1027 | 1025 | 1251 |